# Plantennamen in de Nederlandse Dialecten
Plantennamen in de Nederlandse Dialecten (PLAND) is een databank van het Meertens Instituut met volksnamen van planten in het Nederlandse taalgebied.
De gegevensverzameling is vanaf 1976 opgebouwd. Sinds 2006 is PLAND via het internet openbaar toegankelijk.
De databank bevat benamingen van soorten planten in Nederland en het Nederlandse (Vlaamse) taalgebied in België en Frankrijk. Van elke naam wordt aangegeven waar en hoe vaak ze voorkomt. Er zijn in totaal meer dan 275.000 gegevens aanwezig.